# 萨尔语群
萨尔语群，是藏缅语族的一個支系，由Burling在1983年提出。这个支系在词汇方面有一些共同创新，例如太阳一词说“萨尔”（sal）。Van Driem（2001）称这个支系为布拉马普特拉语族。又称巴尔（Baric）。
萨尔语群分成三個分支：
- 博多-加罗语支，350万人：
  - 博多语组：博多语等；
  - 加罗语组：加罗語（Garo，印度梅加拉亚邦加罗丘陵）等；
  - 科奇语组：科奇语（Koch，印度西孟加拉邦科奇比哈尔）等。
- 孔亚克（又称北那加，但不属于库基-钦-那加语言），70万人。
- 景颇-卢伊：
  - 景颇语，94万人；
  - 薩克（英语：Luish languages）：Sak、Kadu等接近灭绝的语言。

卢伊（lui）是曼尼普尔语中奴隶一词，有人已经改用薩克（Sak）来称呼卢伊语组。
景颇语和卢伊语组的归属仍不完全确定。